# Lourdes Mayer
Maria de Lourdes Mayer (Río de Janeiro, 13 de marzo de 1922 — 25 de julio de 1998) fue una actriz, locutora de radio y dobladora brasileña.
De familia de artistas, era hija de la actriz y conductora de radio Luiza Nazareth, nieta materna de Angela Dias y de Cândido Nazareth. y hermana de las actrices Alair Nazareth y Zilka Salaberry. Fue la esposa del actor Rodolfo Mayer, con quien tuvo dos hijos, Ricardo y Rodolfo.
Fue una de las estrellas de la "Era de oro" del radioteatro, en la década de 1950. Llegó a ser directora de elenco del sector de la TV Educativa. Trabajó en telenovelas como "Dancin' Days", "Vale Tudo", "Anos Rebeldes", y en "Xica da Silva". Fue llamada por sus amigos artistas "Anjo bom". Falleció de enfisema, a los 78 años.

## Actuaciones

### Cinema
- 1939 - Onde Estás, Felicidade?
- 1964 - Sangue na Madrugada
- 1976 - O Ibraim do Subúrbio
- 1978 - Chuvas de Verão
- 1987 - Sonhos de Menina Moça

### Televisión
- 1953 - Coração delator
- 1955 - As Professoras
- 1969 - O Retrato de Laura[2]
- 1969 - Enquanto houver estrelas .... Sílvia
- 1970 - E nós aonde vamos?
- 1973 - João da Silva
- 1975 - O Grito .... Olímpia
- 1976 - O Feijão e o Sonho
- 1978 - Maria, Maria .... Florinda
- 1978 - Dancin' Days .... Ester
- 1979 - Vestido de Noiva (episodio de la serie Apaluso)
- 1980 - Olhai os Lírios do Campo .... Alzira[3]
- 1980 - Marina .... Felícia
- 1981 - Ciranda de Pedra
- 1982 - Conflito .... Rosa
- 1983 - Louco Amor
- 1984 - Vereda Tropical
- 1988 - Vale Tudo .... Pequenina
- 1988 - Vida Nova .... cafetina
- 1990 - Fronteiras do Desconhecido
- 1992 - Anos Rebeldes .... Marta
- 1994 - Confissões de Adolescente ... Vovó Cecilia
- 1996 - O Campeão .... Hortência
- 1996 - Xica da Silva .... Madre Superiora

## Doblajes
- Rainha Má - Branca de Neve e os Sete Anões.
- Madame Adelaide Bonfamille (Hermione Baddeley) - Aristogatas.